# Andělé a démoni (film)
Andělé a démoni (v anglickém originále Angels & Demons) je americký mysteriózní film z roku 2009 natočený podle stejnojmenného románu  amerického spisovatele Dana Browna. Režisérem filmu byl Ron Howard. Hlavní role ve filmu ztvárnili Tom Hanks, Ewan McGregor, Ayelet Zurer, Stellan Skarsgård a Pierfrancesco Favino.

## Obsah
Ve Vatikánu právě probíhá pohřeb náhle zesnulého papeže Pia XVI. a příprava na konkláve, které má zvolit jeho nástupce. Během sede vacante dočasně řídí Vatikán camerlengo Patrick McKenna. Ve stejné době se vědcům v CERNu, otci Silvanu Bentivogliovi a doktorce Vittorii Vetrové, podaří vytvořit tři zásobníky antihmoty. Krátce poté je Silvano zavražděn a jeden ze zásobníků ukraden. Zároveň jsou uneseni čtyři kardinálové (tzv. preferiti), kteří byli favority na post nového papeže. Únosce, který tvrdí, že zastupuje Illumináty, vyhrožuje, že každou hodinu od 20:00 jednoho kardinála zavraždí a o půlnoci zničí Vatikán pomocí ukradeného zásobníku antihmoty.
Vzhledem k jeho předchozím zkušenostem je do Vatikánu povolán americký symbolog Robert Langdon. Po vyslechnutí hrozby Illuminátů odvodí, že kardinálové budou zavražděni na čtyřech oltářích "Cesty osvícení", které souvisejí s klasickými živly. McKenna mu navzdory námitkám velitele Švýcarské gardy Richtera umožní přístup do Vatikánského tajného archivu. Langdon s Vetrovou zde prostudují zakázanou knihu Galilea Galileiho a najdou stopu k prvnímu oltáři.
Ačkoli původně předpokládají, že se první vražda odehraje v Pantheonu, nakonec objeví první oběť v Chigiho kapli. Kardinál Ebner byl udušen hlínou a označen ambigramem slova "země". Druhý oltář identifikují jako Berniniho sochu na Svatopetrském náměstí, kde naleznou smrtelně zraněného kardinála Lamasseho s propíchnutými plícemi a značkou "vzduch". Výhružný vzkaz u jeho těla vede k podezření, že papež nezemřel přirozeně, ale byl otráven tinzaparinem. McKenna a Vetrová toto potvrdí při tajné prohlídce papežova těla.
Třetí vražda se odehraje v kostele Santa Maria della Vittoria, kde je kardinál Guidera označen značkou "oheň" a upálen zaživa. Vrah zde zabije všechny přítomné kromě Langdona. Poslední oltář je identifikován jako Fontána čtyř řek na Piazza Navona, kde se vrahovi pokusí utopit kardinála Baggiu označeného značkou "voda". Langdonovi se s pomocí kolemjdoucích podaří kardinála zachránit. Ten prozradí, že byli vězněni v Andělském hradu.
Když Richter zabaví Silvanovy deníky, Vetrová ho začne podezřívat ze spiknutí. V Andělském hradu Langdon s Vetrovou objeví vrahovo doupě a zjistí, že pátá značka je určena pro McKennu. Vrah je konfrontuje, ale nechá je naživu s varováním, že byl najat "muži Božími". Při útěku je zabit výbuchem auta.
Zásobník antihmoty je nalezen v hrobce svatého Petra. McKenna, bývalý pilot vrtulníku, ho odnese do výšky a těsně před explozí vyskočí s padákem. Je oslavován jako hrdina a vyzývá ke svému zvolení za papeže aklamací. Langdon a Vetrová však objeví v Richterově kanceláři důkazy, že skutečným strůjcem útoků byl McKenna. Ten zinscenoval papežovu smrt a najal vraha, protože považoval papežův záměr veřejně představit antihmotu jako důkaz božské moci za rouhání. Po odhalení pravdy spáchá McKenna sebevraždu upálením.
Novým papežem je zvolen zachráněný kardinál Baggia, který přijme jméno Lukáš po evangelistovi Lukášovi jako symbol spojení vědy a náboženství. Vatikán oficiálně oznámí, že McKenna zemřel na následky zranění při přistání s padákem. Kardinál Strauss daruje Langdonovi Galileovu knihu s prosbou o její návrat Vatikánu v závěti. Nový papež vyjde na balkón pozdravit věřící a pronést své první požehnání Urbi et orbi.

## Obsazení
| Tom Hanks            | Robert Langdon     |
| Ewan McGregor        | Patrick McKenna    |
| Ayelet Zurer         | Vittoria Vetra     |
| Stellan Skarsgård    | Maximilian Richter |
| Pierfrancesco Favino | Ernesto Olivetti   |
| Nikolaj Lie Kaas     | Assassin           |
| Armin Mueller-Stahl  | kardinál Strauss   |
| Thure Lindhardt      | Chartrand          |
| Alfred Molina        | vypravěč           |